# Raroh proměnlivý
Raroh proměnlivý (Falco berigora) je dravý pták z čeledi sokolovitých. Vědecký druhový název berigora pochází z jazyka domorodých Austrálců.

## Poddruhy
- F. b. novaeguineae (Nová Guinea a severní pobřeží Austrálie)
- F. b. berigora (zbytek Austrálie a Tasmánie)

## Rozšíření
Žije na Nové Guineji, v Austrálii a na okolních ostrovech včetně Tasmánie.

## Popis
Dosahuje délky 41–51 cm, rozpětí křídel má 88–115 cm, samci váží 320–590 g a samice až 860 gramů. Vyskytuje se v různých formách lišících se odstíny hnědého až rezavého zbarvení.

## Stanoviště
Sušší oblasti, otevřené a polootevřené biotopy.

## Ekologie
Potravou raroha proměnlivého jsou obratlovci (hlodavci, králíci, drobní ptáci, ještěrky, hadi) i různí bezobratlí (hmyz aj.). Živí se také na mršinách. Hnízdo nestaví, ke hnízdění využívá stará stromová hnízda jiných ptáků, hnízdí také v nejrůznějších dutinách. Období rozmnožování trvá od června do listopadu. Samice snáší 2–4 vejce, jejichž inkubace je 31–36 dní. Mladí ptáci opouštějí hnízdo ve věku 5–6 týdnů.

## České pojmenování
Jméno raroh vzniklo již v praslovanštině, motivace pojmenování však nevznikla na českém jazykovém území, ale mimo ně. Na základě postavení raroha v mytologii soudí Machek, že jméno je přejato z východu, a dokládá to na staroíránském varagna- (jméno pro druh sokola). Je to jedna z podob, do níž se vtěluje bůh Vrthragna-, který vyniká silou, rychlostí, odvahou a krásou.

## Zajímavosti
Bylo pozorováno, že raroh proměnlivý roznáší doutnající větvičky a pomáhá tak šířit lesní požáry. Chování (opakovaně hlášené, ale nezdokumentované) je vysvětlováno tím, že živočichové prchající před ohněm jsou pro raroha snadnou kořistí.